# Геронім Ласький
Геронім Ласький (пол. Hieronim Łaski; 27 вересня 1496 — 22 грудня 1541) — державний діяч, дипломат королівств Польського, Угорського, Богемського.

## Життєпис
Походив з польського магнатського роду Лаських гербу Кораб. Другий син Ярослава Ласького, воєводи ленчицького та сєрадського, та Сюзанни з Бонкової-Гури (Бакевичів). Народився 1496 року. Виховувався у католицькому дусі.
1513 року супроводжував стрийка — примаса Яна Ласького, на П'ятий Латеранський собор у Римі. У 1516 році разом із братами Станіславом і Яном навчався в університеті Сорбонни (Париж). 1517 року почав навчатися у Болонському університеті, потім здійснив прощу до Єрусалиму.
1519 року повернувся до Польщі. 1520 року призначається крайчим великим коронним. Того ж року призначається головою польського посольства до Франциска I, короля Франції, та Карла V, імператора Священної Римської імперії, але його зрештою було скасовано. За цим стає мальтійським лицарем, номінувався на голову командорства Познанського.
1523 року був призначений воєводою сєрадським. У 1524 році очолив польське посольство до французького короля Франциска I, де зміг домогтися погодження шлюбного договору, за яким один з синів короля Франції мав одружитися з однією з доньок Сигізмунда I Старого, а син останнього — Сигізмунд Август — з однієї з доньок Франциска. Крім того, Польща зобов'язувалась надати військову допомогу французькому королю у війні проти Габсбургів за Міланське герцогство. Проте жодне із положень договору не було реалізовано.
У 1527 році очолював низку посольств від Яноша I Запольї, короля Угорщини, відвідавши герцогство Баварія, Францію, Англію та Данію, щоб створити антигабсбурзьку коаліцію. На початку 1528 року за дорученням угорського короля їздив до Стамбула, де 29 лютого з султаном Сулейманом I уклав угорсько-османське перемир'я. Незважаючи на відсутність повноважень, під час перемовин Ласький заявляв про участь Польщі у цій угоді та збільшив термін перемир'я з Осмнаською імперією до 10 років. Гєронім Ласький намагався домогтися від польського сейму затвердження умов мирного договору з султаном, але поляки відправили своє посольство під керівництвом Яна Габріеля Тенчинського і уклали окреме перемир'я на 5 років.
1528 року призначається жупаном Спішського комітату і передав йому у володіння замки Кежмарок і Недзіцу, ставши титулюватися графом Спішу і бароном КЕжмароку. У 1530 році призначено воєводою Трансильванії. У 1530—1531 роках Ласький сприяв укладання річного перемир'я між Яношем I і Фердинандом Габсбургом, королем Богемії. З цього часу встановив близькі контакти із останнім.
У 1532 році очолив угорське посольство до Франції. У 1533 року очолив посольство до османського султана, де зміг домогтися розриву австро-османських перемовин про мир. 31 серпня 1534 року за наказом Яноша I був заарештований за звинуваченням у зв'язках із богемським королем Фердинандом Габсбургом. Після втручання гетьмана великого коронного Яна Амора Тарновського його було звільнено у грудні 1534 року.
За цим Геронім перейшов на службу до Фердинанда Габсбурга. Керував посольствами до Польщі та Осмнаської імперії у 1535 і 1540 роках відповідно. 1541 року після повернення з другого посольства перебрався до Польщі, помер у Кракові.

## Родина
Дружина — Анна, донька Адама Курозвенцького
Діти:
- Альбрехт (1536—1605), воєвода сєрадський
- Ядвіга, дружина Анджея Ціолека
- Барбара, дружина Гаврила Горностая, воєводи мінського